# HD 28185 b
 HD 28185 b — экзопланета, расположенная на расстоянии 128,6 св. лет от Земли в южном созвездии Эридана.
Планета была открыта на орбите солнцеподобной звезды HD 28185 в апреле 2001 года в рамках исследования спектрографа CORALIE для поиска внесолнечных планет в Южном полушарии, и её существование было независимо подтверждено в рамках Программы поиска планет с помощью Магеллановых телескопов в 2008 году. HD 28185 b вращается вокруг своего солнца по круговой орбите, которая находится на внутренней границе зоны обитаемости звезды.

## Открытие
HD 28185 b была открыта путём обнаружения небольших периодических изменений лучевой скорости её материнской звезды, вызванных гравитационным притяжением планеты. Это было достигнуто путём измерения доплеровского сдвига спектра звезды. В 2001 году было объявлено, что HD 28185 демонстрирует колебание вдоль линии видимости с периодом 383 дня и амплитудой, указывающей на минимальную массу, в 5,72 раз превышающей массу Юпитера.

## Орбита и масса
HD 28185 b требуется 1,04 года, чтобы совершить полный оборот вокруг своей родительской звезды. В отличие от большинства известных планет с большим периодом, орбита HD 28185 b имеет низкий эксцентриситет, сравнимый с эксцентриситетом Марса в Солнечной системе. Орбита полностью находится в зоне обитаемости.
Амплитуда колебаний радиальной скорости означает, что масса планеты, по крайней мере, в 5,7 раз превышает массу Юпитера в Солнечной системе. Тем не менее, метод лучевых скоростей даёт только минимальное значение для массы планеты, в зависимости от наклона орбиты к лучу зрения. Следовательно, истинная масса планеты может быть намного больше, чем этот нижний предел.

## Характеристики
Учитывая большую массу, эта планета, скорее всего, газовый гигант без твёрдой поверхности. Поскольку планета была обнаружена только косвенно, посредством наблюдений за звездой, такие свойства, как её радиус, состав и температура неизвестны.
После того, как стало понятно, что HD 28185 b вращается в обитаемой зоне, некоторые размышляют о возможности жизни в мирах в системе HD 28185. Вероятно, сама планета является газовым гигантом II-го типа по Сударскому с облачным покровом из водяного льда и потенциально способна иметь массивные обитаемые спутники. Хотя неизвестно, могут ли газовые гиганты поддерживать жизнь, моделирование приливных взаимодействий позволяет предположить, что HD 28185 b может иметь спутники с массами равными массе Земли на орбите вокруг себя в течение многих миллиардов лет. Такие спутники, если они существуют, могут быть в состоянии обеспечить обитаемую среду, хотя неясно, будут ли такие спутники образовываться в первую очередь. Планеты с малой массой, расположенные в точках Лагранжа газового гиганта, будут стабильными в течение длительных периодов. Если же HD 28185 b, имеет массу более шести масс Юпитера, то это фактически делает любой из этих сценариев более вероятным, чем, если бы планета имела бы массу Юпитера или была бы ещё меньше.